# رنگین‌کمان‌ماهی کوتوله
رنگین‌کمان‌ماهی کوتوله یا رنگین‌کمان‌ماهی نئون، گونه‌ای ماهی از خانواده رنگین‌کمان ماهی‌ها قرار دارد. این ماهی بومی منطقه اندونزی است.

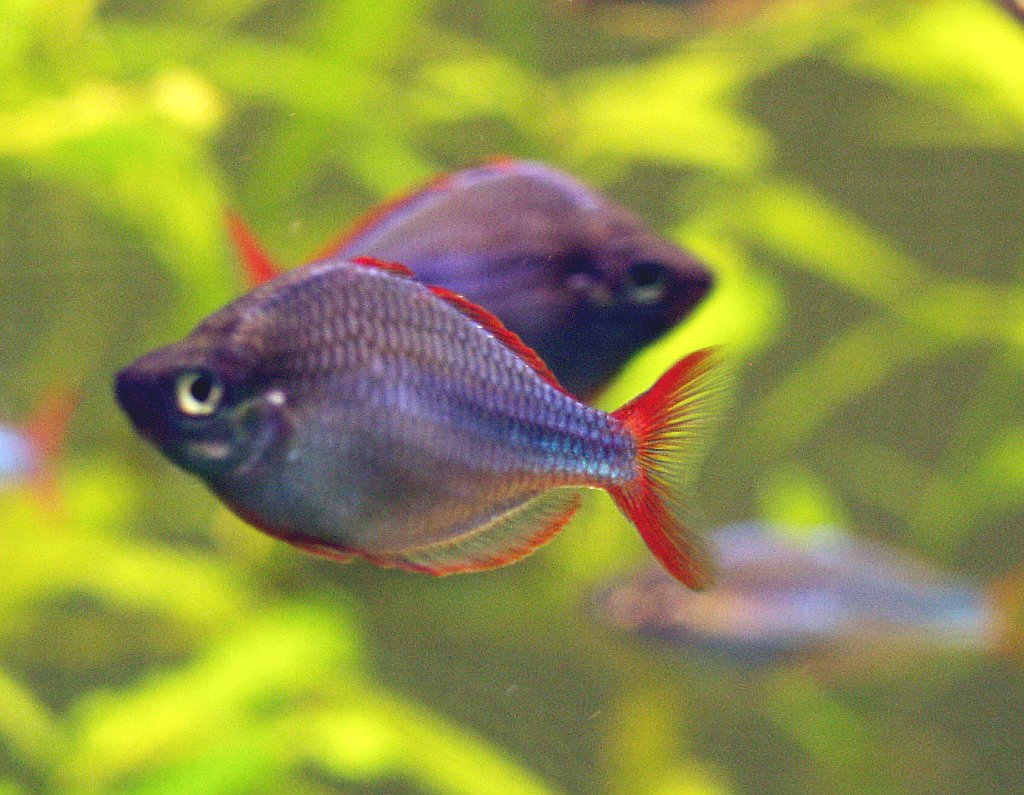
نمایی از رنگین‌کمان‌ماهی کوتوله